# Джузеппе Дзінетті
Джузеппе Дзінетті (італ. Giuseppe Zinetti, нар. 22 червня 1958, Лено) — італійський футболіст, що грав на позиції воротаря, зокрема, за клуби «Болонья» та «Рома», а також молодіжну збірну Італії. По завершенні ігрової кар'єри — тренер. З 2019 року входить до тренерського штабу клубу «Салернітана».
Володар Кубка Італії. 

## Клубна кар'єра
Народився 22 червня 1958 року в місті Лено. Вихованець юнацьких команд футбольних клубів «Реццате» і «Болонья».
Із 1974 року залучався до заявки головної команди «Болоньї», проте у дорослому футболі дебютував лише двома роками пізніше, граючи на умовах оренди за нижчоліговий «Імолезе».
1977 року повернувся до «Болоньї», проте протягом першого сезону після повернення залишався резервним голкіпером. Але вже у сезоні 1978/79 дебютував у Серії A, а з наступного сезону став основним воротарем болоньців. У сезоні 1981/82 не зміг допомогти команді зберегти місце у найвищому італійському дивізіоні і наступні чотири сезони грав у Серії B, причому протягом частини сезону 1983/84 — на умовах оренди за «Трієстину».
1987 року повернувся до елітного італійського дивізіону, уклавши контракт з вищоліговою на той час «Пескарою». Протягом двох сезонів боровся за статус основного воротаря, а після того, як «Пескара» також понизилася у класі, протягом сезону 1989/1990 був основним голкіпером команди у другому дивізіоні.
1990 року знову став гравцем Серії A, уклавши контракт з «Ромою», у складі якої протягом наступних трьох років був здебільшого дублером Джованні Червоне. 1991 року виборов у складі «вовків» титул володаря Кубка Італії.
Завершив ігрову кар'єру у друголіговому «Асколі», за який виступав протягом 1993—1994 років.

## Виступи за збірну
Протягом 1980–1982 років залучався до складу молодіжної збірної Італії. На молодіжному рівні зіграв у 16 офіційних матчах, пропустив 7 голів. Був чвертьфіналістом молодіжного Євро-1982.

## Кар'єра тренера
Розпочав тренерську кар'єру невдовзі по завершенні кар'єри гравця, 1996 року, ставши тренером воротарів клубу СПАЛ.
Згодом кожні рік-два змінював місце роботи, встигнувши попрацювати з голкіперами зокрема таких команд, як «Кальярі», «Сампдорія», «Удінезе», «Наполі», «Верона» та «Торіно».
2019 року увійшов у тому ж статусі тренера воротарів до тренерського штабу клубу «Салернітани».

## Статистика виступів

### Статистика виступів за «Рому»
| Сезон          | Команда        | Чемпіонат      | Чемпіонат | Чемпіонат | Національний кубок | Національний кубок | Національний кубок | Континентальні кубки | Континентальні кубки | Континентальні кубки | Інші змагання | Інші змагання | Інші змагання | Усього | Усього |
| Сезон          | Команда        | Ліга           | Ігор      | Голів     | Ліга               | Ігор               | Голів              | Ліга                 | Ігор                 | Голів                | Ліга          | Ігор          | Голів         | Ігор   | Голів  |
| -------------- | -------------- | -------------- | --------- | --------- | ------------------ | ------------------ | ------------------ | -------------------- | -------------------- | -------------------- | ------------- | ------------- | ------------- | ------ | ------ |
| 1990–91        | «Рома»         | A              | 10        | -14       | КІ                 | 5                  | -3                 | КУЄФА                | 4                    | -2                   | -             | -             | -             | 19     | -19    |
| 1991–92        | «Рома»         | A              | 14        | -10       | КІ                 | 0                  | 0                  | КВК                  | 2                    | -1                   | СІ            | 0             | 0             | 16     | -11    |
| 1992–93        | «Рома»         | A              | 6         | -7        | КІ                 | 1                  | 0                  | КУЄФА                | 2                    | -4                   | -             | -             | -             | 9      | -11    |
| Усього за Roma | Усього за Roma | Усього за Roma | 30        | -31       |                    | 6                  | -3                 |                      | 8                    | -7                   |               | 0             | 0             | 44     | -41    |

## Титули і досягнення
- Володар Кубка Італії (1):

«Рома»: 1990-1991